# Association française des entreprises privées
Pour les articles homonymes, voir AFEP.
L'Association française des entreprises privées ou AFEP est un lobby patronal fondé en 1982, réunissant les patrons des plus puissantes entreprises françaises. 
Ils estiment que le MEDEF ne leur donne pas assez d'influence et que leurs intérêts peuvent diverger. L'AFEP est connue pour défendre une baisse de la fiscalité sur les grandes entreprises et affirmer que les multinationales peuvent s'auto-réguler. 
Ce lobby est réputé puissant et discret. Il est présidé depuis le 1er juillet 2023 par la femme d'affaires Patricia Barbizet. Son siège se situe à Paris.

## Histoire
L'AFEP a été fondée en décembre 1982 par Ambroise Roux, ancien président de la Compagnie générale d'électricité, après l’élection du président François Mitterrand, dont le gouvernement entreprend de nombreuses nationalisations. Son arrivée sème l'inquiétude, en particulier au sein de la grande bourgeoisie française.
En 1990, plus de 60 groupes adhèrent à l'Association.
L'AFEP réunit tous les patrons du CAC 40 et certaines multinationales  étrangères .  Son bureau se trouve à Paris, dans le 8ᵉ arrondissement, près de l'Élysée.  Il dispose d'un bureau de lobbying à Bruxelles depuis 1987.  
En 2016, l'AFEP emploie près de 25 personnes.
En 2016, les 112 entreprises adhérentes totalisent un chiffre d'affaires consolidé de 2 600 milliards d'euros et emploient 8,5 millions de personnes dans le monde. En France, le nombre d'emplois directs est supérieur à 2 millions de personnes.
En 2023, 115 grandes entreprises françaises sont membres de l'Afep.
L'Afep est à l'origine de la création de EuropeanIssuers (en), l'Association européenne des émetteurs (sociétés cotées), permettant d'élaborer des positions communes sur les problématiques des émetteurs avec les principales organisations européennes similaires, telles que le Deutsches Aktieninstitut (de) (Allemagne), Assonime (it) (Italie), Quoted Companies Alliance (en) (Royaume-Uni), etc.
Depuis cas création, l'Afep a connu les présidents suivants : 
- 1982-1999 : Ambroise Roux, fondateur de l'Afep
- 1999-2001 : Didier Pineau-Valencienne (Schneider Electric)
- 2001-2007: Bertrand Collomb (Lafarge)
- 2007-2010 : Jean-Martin Folz (Peugeot SA)
- 2010-2012 : Maurice Lévy (Publicis)
- 2012-2017 : Pierre Pringuet
- 2017-2023 : Laurent Burelle (Plastic Omnium)[15]
- Depuis le 1er juillet 2023 : Patricia Barbizet (Artémis, holding de la famille Pinault)[10],[16],[4]

Le directeur de l'AFEP est nommé par les patrons de l'AFEP. Il répond au président de l'AFEP. Parmi les directeurs, on trouve :  
- 2012-2022, François Soulmagnon, ingénieur issu du corps des mines.
- Depuis 2022 : Jean-Luc Matt

## Lobbying
L'Afep est inscrite depuis 2008 au registre de transparence des représentants d'intérêts auprès de la Commission européenne. Elle déclare en 2017 pour cette activité des dépenses annuelles d'un montant compris entre 900 000 et 1 000 000 euros.
Pour l'année 2017, l'Afep déclare à la Haute Autorité pour la transparence de la vie publique exercer des activités de lobbying en France pour un montant qui n'excède pas 600 000 euros.
Été 2017, peu après les Rencontres économiques d'Aix-en-Provence, une délégation de l'Afep se réunit secrètement à l'Élysée pour obtenir une accélération du calendrier politique concernant le remplacement de l'ISF par l'IFI : initialement prévue en 2019, la réforme entre en vigueur dès 2018, au regret de Philippe Aghion, économiste ayant participé à l'élaboration du programme économique d'Emmanuel Macron,.
En avril 2020, le député Matthieu Orphelin écrit à plusieurs organismes, dont l'Afep, pour leur demander des comptes sur leurs « actions de lobbying pendant la crise du coronavirus », pointant des actions concertées avec le Medef, le Comité des constructeurs français d'automobiles, l’Association internationale du transport aérien (Iata) et visant à annuler ou retarder des normes environnementales.
La rencontre, à Bruxelles en novembre 2020, entre l'AFEP et la présidente du Comité d’examen de la réglementation, suscite une controverse : alors que L’AFEP s'oppose à un texte européen sur la gouvernance des sociétés, la rencontre litigieuse qu’elle a organisée à ce sujet avec ce comité européen attire l’attention de députés sur le manque de transparence de son lobbying.

### Prises de position
L'AFEP  s'engage à chaque mandature pour flexibiliser le travail, pour réduire la fiscalité des entreprises et des grandes fortunes, et pour défendre la rémunération de ses adhérents. Selon elle, tout doit reposer sur l'autodiscipline des managers, capables de faire preuve de retenue sur les bonus et autres parachutes dorés, sans régulation de l’État.
L'organisation milite en faveur de la baisse des dépenses publiques mais également de la hausse des aides aux entreprises. Elle prend position en faveur de la réforme des retraites prévue en 2023 par Emmanuel Macron et met en cause le Medef, qu'elle juge trop timoré : « La réforme des retraites est une réforme urgente et indispensable, mais le Medef procrastine pour des raisons de paix sociale ».